# خانواده بللی
خانواده بللی (به انگلیسی: The Bellelli Family)، معروف به پرتره خانوادگی، نقاشی رنگ روغن روی بوم است که توسط ادگار دگا (۱۸۳۴–۱۹۱۷) حدود سال‌های ۱۸۵۸ تا ۱۸۶۷ نقاشی شده‌است و در موزه اورسی قرار دارد. این نقاشی که شاهکاری از دوران جوانی دگا است، تصویری از عمه، شوهر عمه و دو دختر کوچکشان است.
دگا در حالی که تحصیلات هنری خود را در ایتالیا به پایان می‌رساند، عمه خود لورا، همسرش بارون جنارو بللی (۱۸۱۲–۱۸۶۴) و دخترانشان جولیا و جیووانا را ترسیم و نقاشی کرد. اگرچه به‌طور قطعی مشخص نیست که دگا چه زمان و کجا نقاشی را اجرا کرده‌است، اما اعتقاد بر این است که وی از مطالعات انجام شده در ایتالیا برای تکمیل کار پس از بازگشت به پاریس استفاده کرده‌است. لورا، عمه‌اش، با لباسی به تصویر کشیده شده که نمادی از عزاداری پدرش است که به تازگی درگذشته و در پرتره قاب شده پشت سر او ظاهر شده‌است. بارون یک وطن‌پرست ایتالیایی تبعیدی از ناپل، ساکن فلورانس بود.
چهره لورا بللی با وقار و ریاضت کشیده‌است، ژست او با دخترانش ارتباط دارد. در مقابل، به نظر می‌رسد شوهرش از خانواده اش جدا شده‌است. ارتباط وی با تجارت و دنیای خارج از موقعیت وی در پشت میز کار حکایت دارد. جولیا ژست پر جنب و جوش تری نسبت به خواهرش جیووانا دارد که به خویشتنداری بر تنش‌های خانوادگی تأکید دارد.

## تاریخچه

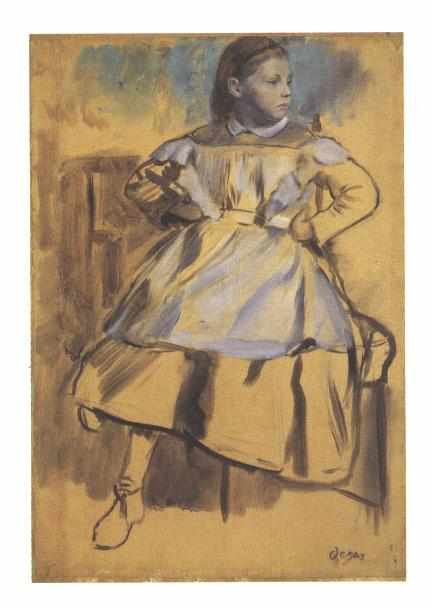
طرح اولیه رنگ روغن تصویر جولیا.

در سال ۱۸۵۶ دگا برای تحصیل در رشته هنر و دیدار از روابط خانوادگی در ایتالیا از خانه خود در پاریس خارج شد و در ۱۷ ژوئیه وارد ناپل شد. در سال ۱۸۵۷ او بین ناپل سفر کرد، و در آنجا در کنار پدربزرگش، هیلر دگا و رم اقامت داشت. در پایان ژوئیه ۱۸۵۸، لورا بللی از ناپل به دگا نامه نوشت و او را به ماندن با او در فلورانس دعوت کرد. آنجا بود که جنارو بللی، که روزنامه‌نگار سیاسی حمایت از نبرد برای استقلال ایتالیا بود، پس از شکست انقلاب ۱۸۴۸ برای دوری از آزار و اذیت به اتریش پناه برد.دگا تا ۴ اوت وارد فلورانس شد و با شوهر عمه اش جنارو زندگی کرد و در اوفیزی تحصیل کرد. در سپتامبر او خسته شده و با جنارو کنار نیامده بود و فقط برای دیدن لورا، جیووانا و جولیا بود که پس از مرگ پدربزرگ دگا هیلار در ۳۱ اوت اقامت خود را در ناپل طولانی کرده بودند.